# Khatas
Khatas (en rus: Хатас) és un poble de la república de Sakhà, a Rússia, que en el cens del 2010 tenia 714 habitants, pertany al districte de Namtsi.